# Ryōsuke Okuno
Ryōsuke Okuno (奥野 僚右?, Okuno Ryōsuke; Kyoto, 13 novembre 1968) è un allenatore di calcio ed ex calciatore giapponese, di ruolo difensore.

## Carriera

### Calciatore
Okuno ha militato nel Kashima Antlers, nel Kawasaki Frontale, nel Sanfrecce Hiroshima e nel Thespa Kusatsu.

### Allenatore
Okuno ha iniziato ad allenare nel 2002, guidando il Thespa Kusatsu, di cui era anche giocatore sul campo.
Dal 2004 al 2011 è stato il vice-allenatore del Kashima Antlers
Dal 2012 siede sulla panchina del Montedio Yamagata.